# Pleuroptya batrachina
Pleuroptya batrachina là một loài bướm đêm trong họ Crambidae.